# Joseph von Arneth

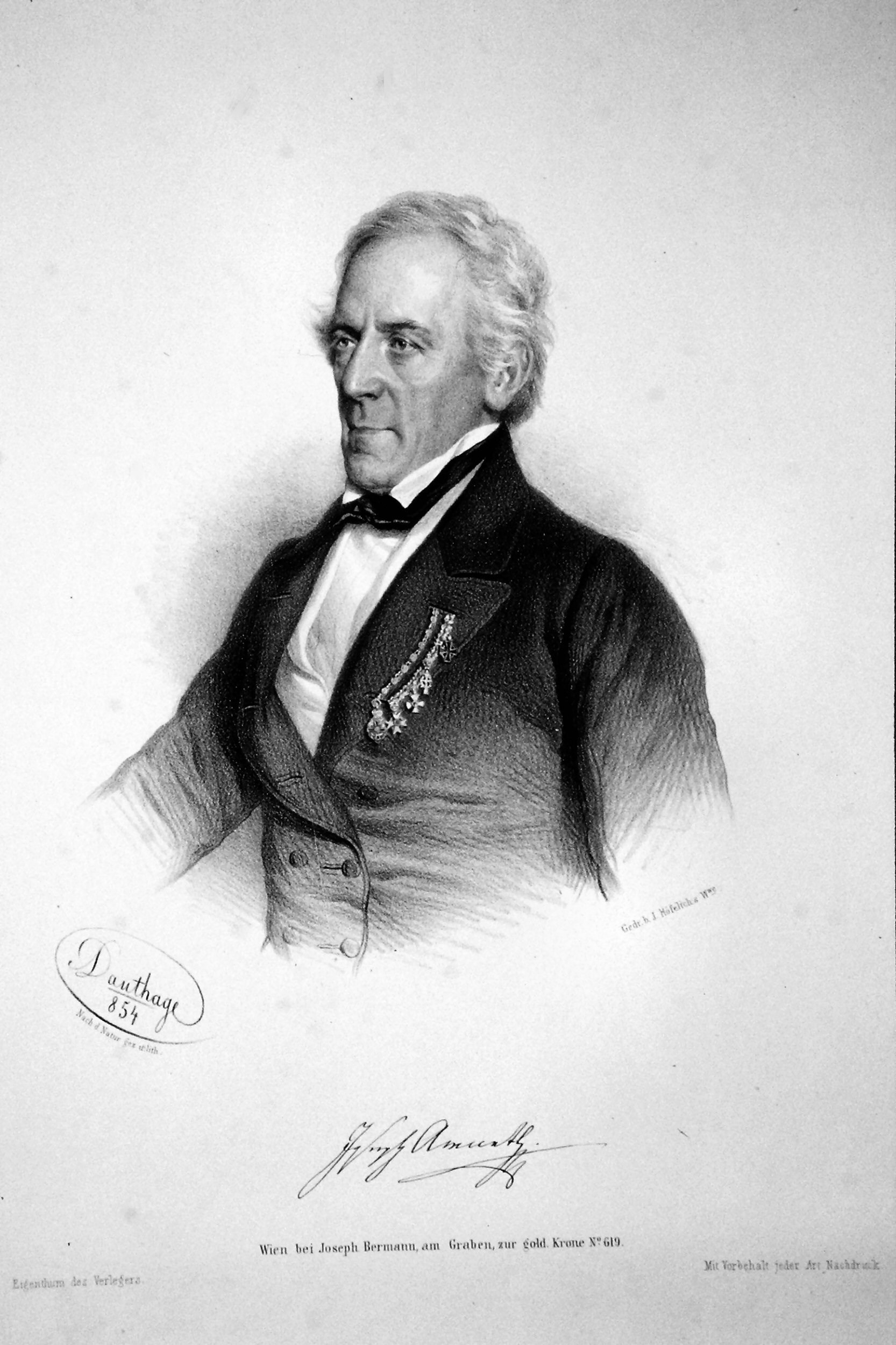
Joseph von Arneth, Lithographie von Adolf Dauthage, 1856

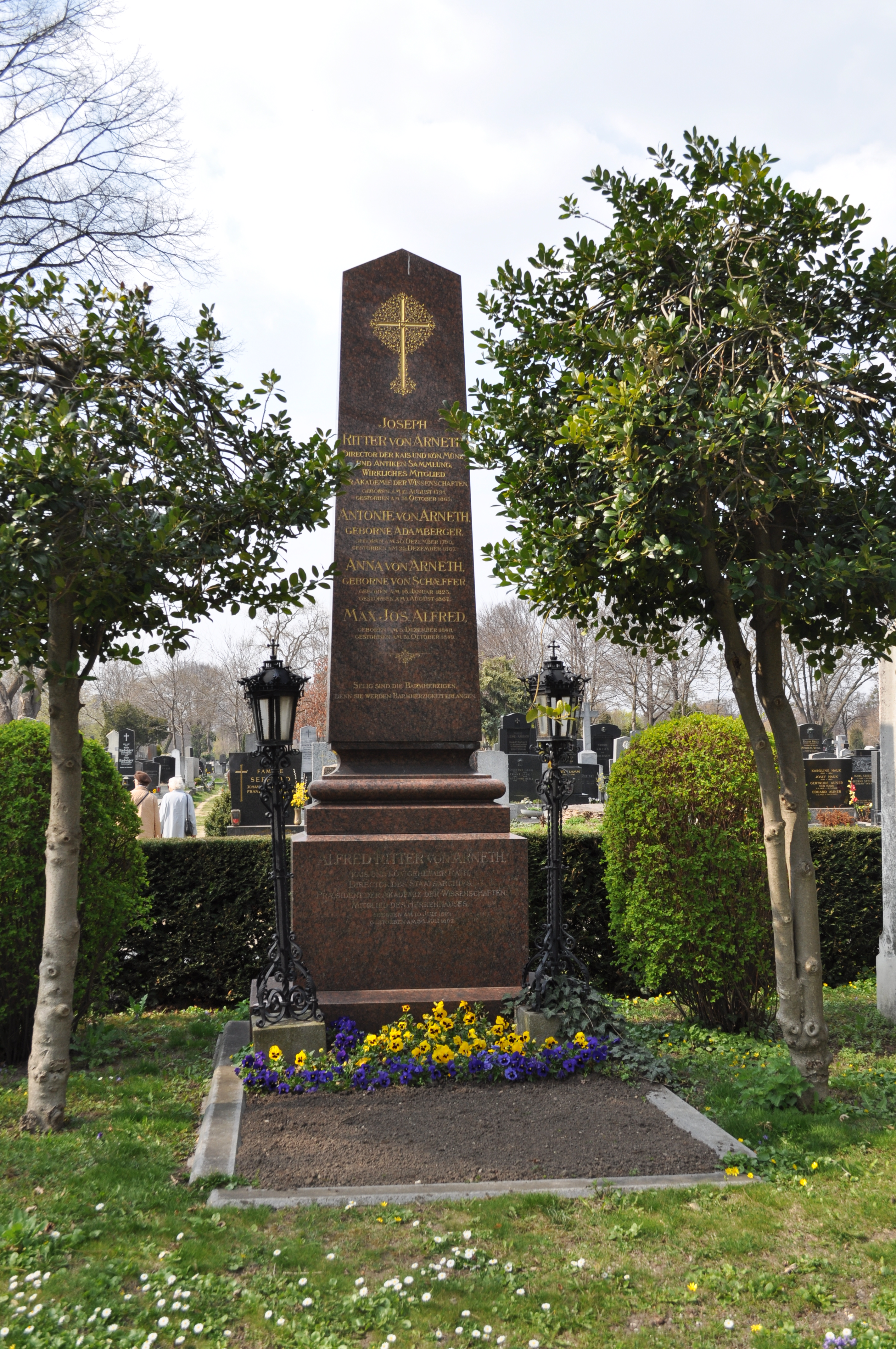
Grab von Joseph von Arneth auf dem Wiener Zentralfriedhof

Joseph Calasanz, Ritter von Arneth (* 12. August 1791 in Leopoldschlag; † 31. Oktober 1863 in Karlsbad) war ein österreichischer Archäologe und Numismatiker.

## Herkunft
Seine Eltern waren der Brauereibesitzer Johann Nepomuk Arneth (* 4. Dezember 1746; † 30. Dezember 1825) und dessen Ehefrau Magdalena Wiesinger (* 2. Mai 1752; † 30. Januar 1827). Der Priester Michael Arneth (1771–1854) war sein Bruder.

## Leben
Im Stift Sankt Florian wurde er auf den Besuch des Gymnasiums in Linz vorbereitet. Ab 1810 betrieb er juristische, numismatische und archäologische Studien. Er erhielt bald eine Stelle am kaiserlichen Münz- und Antiken-Cabinet und wurde Erzieher im Haus des Fürsten Dietrichstein. 1816–1819 reiste er mit dem jungen Fürsten Joseph von Dietrichstein. Von 1824 bis 1828 war er Professor für Geschichte in Wien. Danach hatte er eine administrative Tätigkeit für die kaiserlichen Sammlungen. Ab 1840 war er Direktor des k.k. Münz- und Antikenkabinetts zu Wien, Mitglied der k.k. Centralkommission zur Erforschung und Erhaltung der Baudenkmale sowie Universitätsprofessor an der Universität Wien. Er wurde durch zahlreiche Schriften über Numismatik, Archäologie und Kunstgeschichte bekannt.

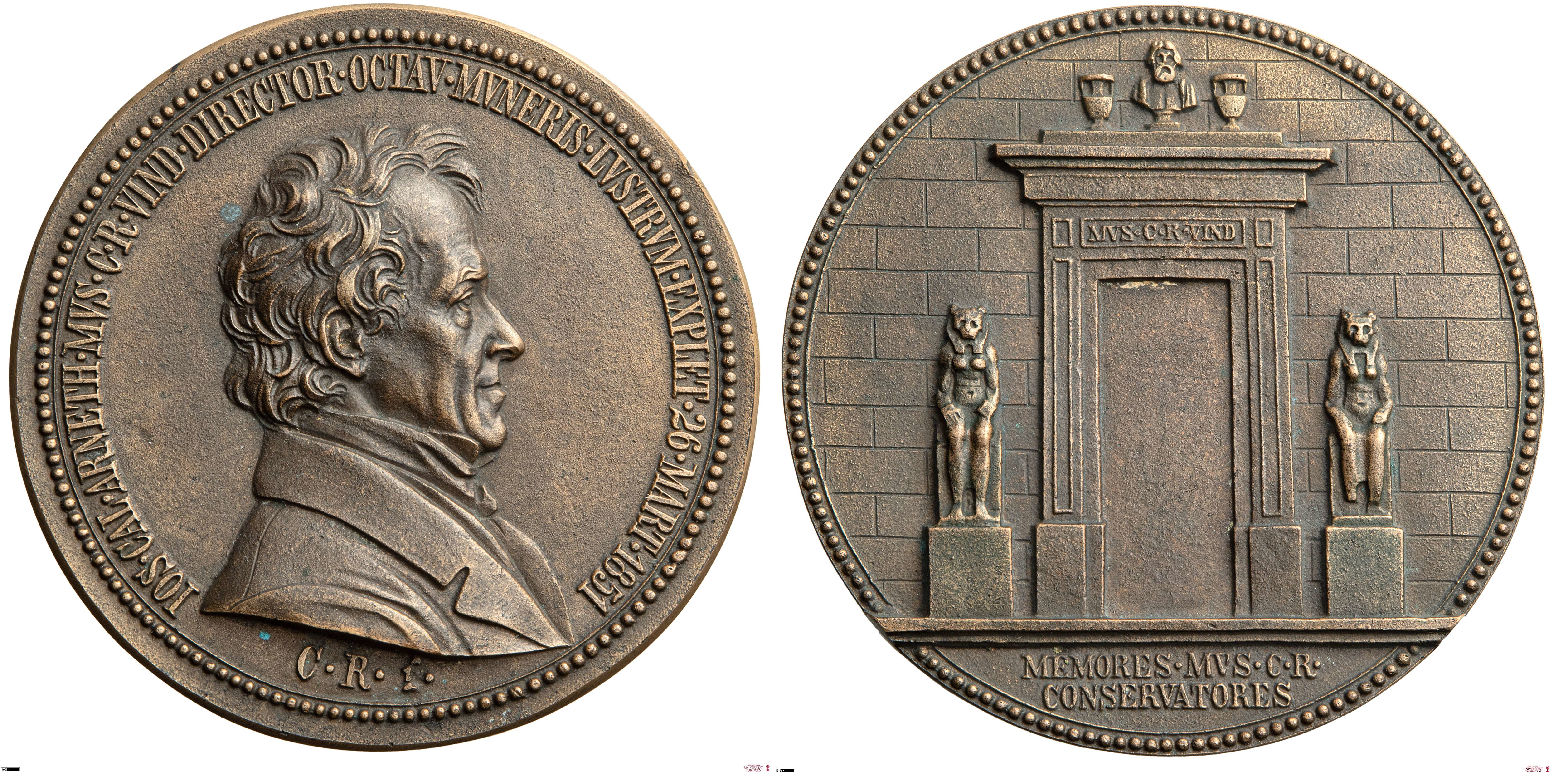
Medaille Joseph von Arneth 1851

1851 wurde ihm von den Kustoden des k.k. Münz- und Antikenkabinetts Wiens eine Medaille anlässlich seines Dienstjubiläums gewidmet. Diese zeigt auf der Rückseite das Portal zum Museum in der k. k. Hofburg. Dieses lag, wie Arneth selbst schrieb, im Augustiniergang und war vom Josephs-Platz aus durch das Schweizer Tor erreichbar.
Ab 1853 war er korrespondierendes Mitglied der Königlich-Preußischen Akademie der Wissenschaften.
Sein Ehrengrab, in das er 1890 von Karlsbad transferiert wurde, befindet sich auf dem Wiener Zentralfriedhof (Gruppe 14 A, Nummer 49). Im Jahr 1894 wurde in Wien-Ottakring (16. Bezirk) die Arnethgasse nach ihm benannt. Nach seiner Frau ist im 2. Bezirk Leopoldstadt die Adambergergasse benannt.

## Familie
Arneth heiratete am 19. Juni 1817 in der Pfarr- und Wallfahrtskirche Mariabrunn die Schauspielerin Antonie Adamberger (* 30. Dezember 1790; † 25. Dezember 1867), eine Tochter des Tenors Josef Valentin Adamberger und der Schauspielerin Anna Marie Nanny Adamberger. Das Paar hatte mehrere Kinder:
- Alfred von Arneth (1819–1897), Historiker ⚭ Nina von Schäfer († 1867)
- Franz Hektor (1818–1907), Leibarzt der Großfürstin Helene ⚭ Emma von Haurowitz (* 20. März 1831)

## Veröffentlichungen (Auswahl)
- Synopsis numorum antiquorum qui in museo Caesareo Vindobonensi adservantur. Rohrmann, Wien 1837–1842;
  - Band 1: Numi Graeci. 1837 (Digitalisat).
  - Band 2: Numi Romani. 1842 (Digitalisat).